# Porte-queue du caryer
Satyrium caryaevorus
Espèce
Le Porte-queue du caryer (Satyrium caryaevorus)  est une espèce d'insectes lépidoptères de la famille des Lycaenidae et de la sous-famille des Theclinae.

## Synonyme
- Strymon caryaevorus McDunnough, 1942

## Première publication
- (en) JH McDunnough, « A New Canadian Strymon (Lycaenidae, Lepidoptera) », The Canadian Entomologist, 1942, 74:(1) 1, DOI 10.4039/Ent741-1